# Ursula von der Leyen
Ursula Gertrud von der Leyen (geboren als Ursula Albrecht, Elsene, 8 oktober 1958) is een in België geboren Duitse politica, arts en lid van de CDU. Op 16 juli 2019 werd ze door het Europees Parlement verkozen tot – eerste vrouwelijke – voorzitter van de Europese Commissie. Op 1 december 2019 ging de Commissie-Von der Leyen effectief van start.
Van 17 december 2013 tot 17 juli 2019 was zij in functie als minister van Defensie van Duitsland in zowel het derde als vierde kabinet van Angela Merkel. Eerder was Von der Leyen minister van Werk en Sociale Zaken in het kabinet-Merkel II en minister van Gezin, Senioren, Vrouwen en Jeugd in kabinet-Merkel I. Tussen 2003 en 2005 was ze in Nedersaksen minister van Sociale Zaken, Vrouwen, Gezin en Volksgezondheid.
In 2022 en 2023 werd ze door het Amerikaanse zakentijdschrift Forbes uitgeroepen tot machtigste vrouw van de wereld.

## Biografie

### Opleiding en beroep
Na haar middelbare school studeerde Von der Leyen economie aan de universiteiten van Göttingen en Münster. In 1978 studeerde ze aan de London School of Economics and Political Science. Later studeerde ze ook nog geneeskunde in Hannover. Ze studeerde af als arts in 1987. In 1991 schreef ze haar proefschrift af, getiteld C-reaktives Protein als diagnostischer Parameter zur Erfassung eines Amnioninfektionssyndroms bei vorzeitigem Blasensprung und therapeutischem Entspannungsbad in der Geburtsvorbereitung (C-reactief eiwit als diagnostische marker voor het vaststellen van een vruchtwaterinfectie bij vroegtijdig gebroken vliezen en therapeutisch ontspanningsbad in de geboortevoorbereiding).
In 1992 stopte ze met haar opleiding als gynaecoloog. Ze ging tot 1996 naar de Verenigde Staten. Na haar terugkeer naar Duitsland was ze tot 2002 wetenschappelijk werker in Hannover. Daar haalde ze in 2001 ook haar Master of Public Health.
Toen ze in Brussel woonden, stierf haar zusje Benita-Eva op elfjarige leeftijd aan kanker. Von der Leyen herinnerde zich later "de enorme hulpeloosheid van mijn ouders" met het oog op het lijden aan kanker, wat ze in 2019 als een van haar redenen noemde dat de EU-commissie "het voortouw moest nemen in de strijd tegen kanker".

### Politieke loopbaan
Sinds 1990 is Von der Leyen lid van de CDU. Van 1996 tot 1997 was ze lid van het regionaal comité sociaal beleid van de deelstaat Nedersaksen. Van 2001 tot 2004 behoorde Von der Leyen tot de gemeenteraad van Sehnde, waar ze ook fractievoorzitter was. Daarbij was ze ook nog voorzitter van het comité Gezondheid en Ziekenhuizen.
Op 4 maart 2003 werd ze minister van Sociale Zaken, Vrouwen, Gezin en Volksgezondheid in de deelstaat Nedersaksen, onder leiding van minister-president Christian Wulff. Ze viel landelijk op omdat ze grote bezwaren had tegen maatschappelijke organisaties en omdat ze het 'blindengeld' had afgeschaft.
Op 17 augustus 2005 vroeg Angela Merkel of Von der Leyen minister wilde worden van Gezin, Senioren, Vrouwen en Jeugd. Op 22 november 2005 werd ze beëdigd in het kabinet-Merkel I.
Bij de verkiezingen van 2009 bleef Von der Leyen minister van Gezin, Senioren, Vrouwen en Jeugd, maar na het aftreden van Franz Josef Jung werd ze minister van Werk en Sociale Zaken. Haar vorige ministerpost werd overgenomen door Kristina Schröder.
Op 2 juni 2010 werd zij genoemd om bondspresident van Duitsland te worden, na het aftreden van Horst Köhler, maar de nieuwe bondspresident werd Christian Wulff. Na het aftreden van Wulff dook de naam van Von der Leyen opnieuw op als nieuwe bondspresident van Duitsland, maar ook toen werd zij het niet.

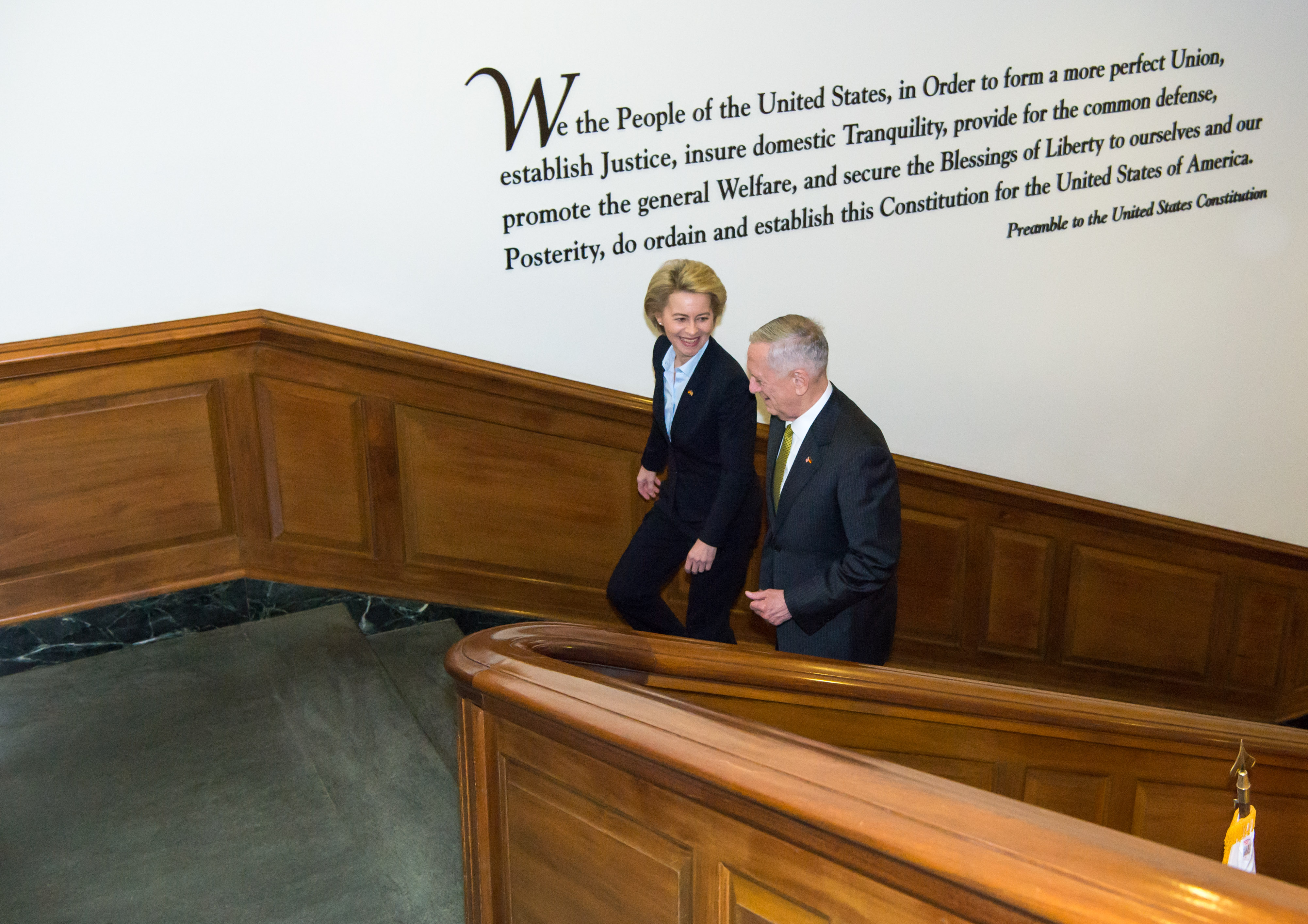
Ursula von der Leyen als minister van Defensie met haar Amerikaanse collega James Mattis in het Pentagon (op de achtergrond de tekst van de preambule van de Grondwet van de Verenigde Staten). Arlington, 10 februari 2017

Na de verkiezingen van 2013 en de daaropvolgende onderhandelingen tussen CDU/CSU en SPD werd Von der Leyen de eerste vrouwelijke minister van Defensie in het kabinet-Merkel III. Op 14 maart 2018 werd ze in deze post herbevestigd in het kabinet-Merkel IV.

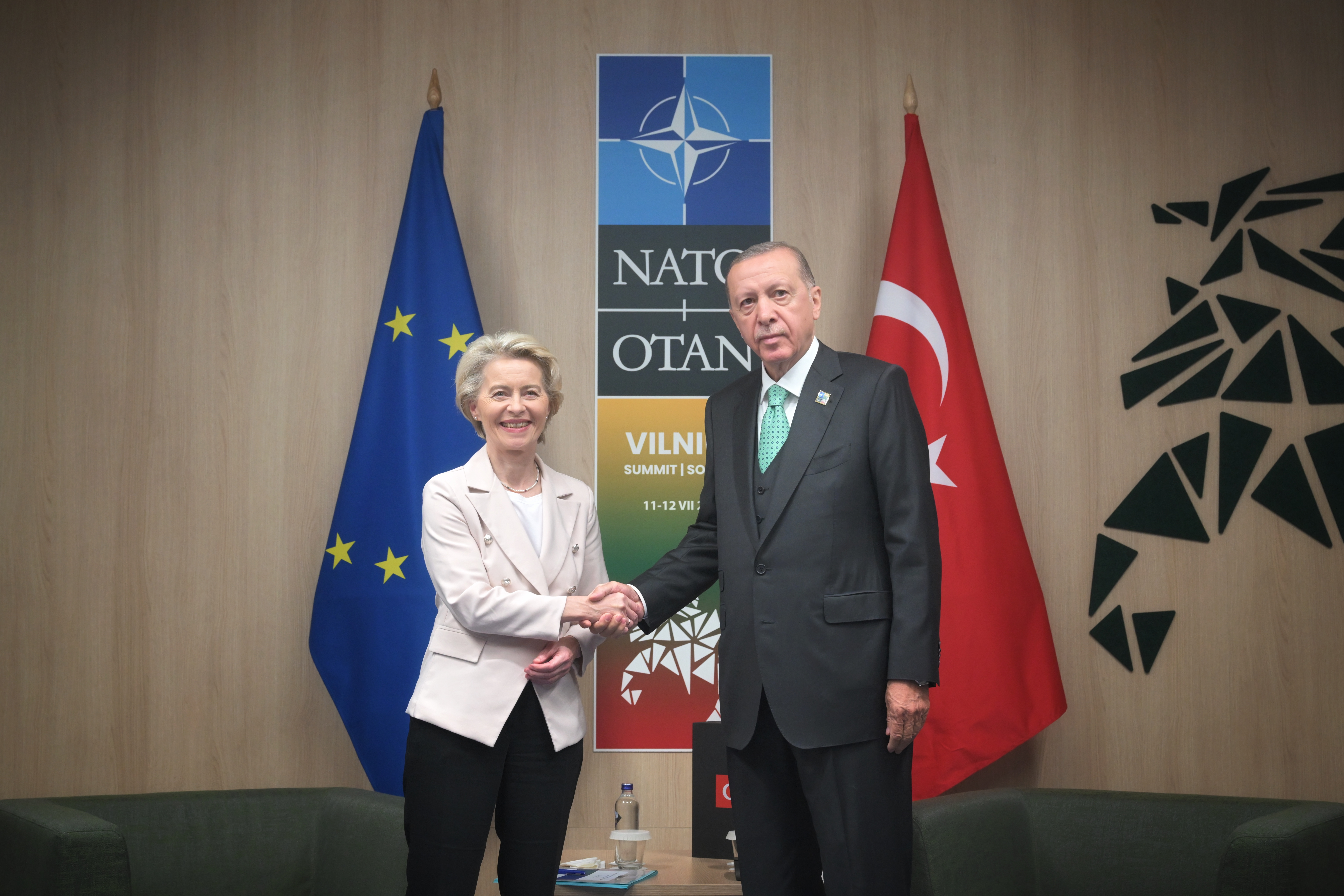
Ursula von der Leyen met de Turkse president Recep Tayyip Erdoğan in Vilnius op 12 juli 2023

Op 2 juli 2019 werd zij door de Europese Raad voorgesteld als hun kandidaat-voorzitter van de Europese Commissie. Met een nipte meerderheid van 383 stemmen werd ze op 16 juli 2019 door het Europees Parlement verkozen tot nieuwe voorzitter. Ze had voor een absolute meerderheid minimaal 374 stemmen nodig; 733 van de 747 leden namen aan de stemming deel, er waren 327 tegenstemmen, 22 parlementariërs stemden blanco en één stem was ongeldig.
Tijdens het bezoek van Von der Leyen en de voorzitter van de Europese Raad Charles Michel aan Turkije op 7 april 2021 was ze als commissievoorzitter een van de protagonisten van een diplomatiek incident. Toen Von der Leyen en Michel de Turkse president Recep Tayyip Erdoğan ontmoetten, stonden in de ontvangstkamer maar twee stoelen klaar in plaats van drie. Michel ging meteen zitten in de stoel naast Erdoğan, terwijl er voor Von der Leyen kennelijk geen stoel was, en zij dan maar plaatsnam op een sofa tegenover de Turkse minister van buitenlandse zaken. Het protocollaire incident, waarbij Von der Leyen volgens sommige verslaggevers het slachtoffer was van seksisme, werd beschreven als sofagate.
Op 18 juli 2024 werd Von der Leyen door de Europese Parlementsleden herkozen als Commissievoorzitter. Ze kreeg 401 stemmen op een totaal van 720 parlementsleden.

### Privé
Von der Leyen is de dochter van de voormalige minister-president van Nedersaksen, Ernst Albrecht (CDU) en zijn vrouw Heide Adele. Ze bracht haar jeugdjaren van 1958 tot 1971 als kind van Duitse expats in Elsene bij Brussel door waarna ze als dertienjarige met haar ouders naar Ilten bij Sehnde in Nedersaksen verhuisde. Ze heeft vijf broers, van wie één directeur van het mediaconcern Modern Times Group is. Ze is sinds 1986 getrouwd met een cardioloog, waarbij ze haar naam Albrecht inruilde voor de naam van haar echtgenoot, en heeft zeven kinderen.

### Berater-affaire
Von der Leyen kwam als minister van Defensie in opspraak in de zogeheten 'Berater-affaire' vanwege onregelmatigheden bij de toewijzing van een grote consultancy-opdracht. Het contract ten bedrage van 390 miljoen euro werd toegekend aan McKinsey zonder daarvoor toestemming te vragen aan haar beheerraad. Er bestond een cultuur van nepotisme en normvervaging bij het ministerie van Defensie bij de aanbesteding van grote contracten. Een deel van het bewijs (onder andere op Von der Leyens telefoon) bleek tijdens het onderzoek vernietigd, waardoor haar persoonlijke betrokkenheid niet kon worden aangetoond.

### Pfizer-affaire
In april 2021 berichtte The New York Times dat Von der Leyen in februari 2021 tijdens voorbereidende gesprekken voorafgaand aan de eigenlijke onderhandelingen over de voorwaarden voor de EU-groepsaankoop van het COVID-19-vaccin van BioNTech-Pfizer tekstberichten (sms'en) had uitgewisseld met Albert Bourla, CEO van het Duitse farmaceutische bedrijf Pfizer. In het interview vertelde Von der Leyen dat de aankoop vooral tot stand was gekomen door het beklemtonen van "belang van persoonlijke diplomatie". De uiteindelijke deal, ondertekend op 19 mei 2021, betreft de aankoop van 1,8 miljard dosissen vaccin (900 miljoen doses voor levering in 2022 en 2023, met een optie voor een bestelling van nog eens 900 miljoen doses) voor de som van 35 miljard euro, is daarmee het grootste contract dat de Commissie voor COVID-19-vaccins heeft gesloten.
Nadat journalist Alexander Fanta, naar aanleiding van dit interview, in mei 2021 bij de Europese Commissie een verzoek had ingediend om publiekelijk toegang te krijgen tot deze tekstberichten en andere rechtstreeks uitgewisselde documenten maar deze, ondanks een tweede gemotiveerd verzoek, niet kreeg, diende hij een klacht in bij de Europese Ombudsman Emily O'Reilly. In haar gepubliceerde aanbeveling van 26 januari 2022 beschuldigde O'Reilly Von der Leyen van "wanbeheer". Volgens de ombudsman moeten alle documenten die inhoudelijk betrekking hebben tot de beleidsactiviteiten of besluitvorming van de EU, ongeacht het medium waarmee zij zijn overgedragen, dus ook in elektronische vorm zoals tekstberichten, overeenkomstig de Europese Wetgeving van openbaarheid van bestuur (Eurowob) met name Verordening 1049/2001, op verzoek publiekelijk toegankelijk zijn, zelfs wanneer deze documenten, zoals het kabinet van de commissievoorzitter beweert, kortstondig of vluchtig zijn, geen deel uitmaken van het formele besluitvormingsproces of niet werden geregistreerd in het bestandsbeheer van de Europese Commissie. Ook de Europese Rekenkamer liet zich kritisch uit over de voorbereidende onderhandelingen tussen commissievoorzitter Von der Leyen en de CEO van Pfizer. In een speciaal rapport van 6 juli 2022, gepubliceerd op 12 september 2022, verklaart de Rekenkamer dat Von der Leyen in maart 2021 de onderhandelingen heeft gevoerd zonder het GOT, het 'Gezamenlijk Onderhandelingsteam' (een speciaal hiervoor aangesteld team met vertegenwoordigers van de participerende lidstaten en de Commissie) daarbij te betrekken en dat de Rekenkamer hierover van de Commissie, ondanks uitdrukkelijk verzoek, nog geen enkele informatie heeft gekregen.In een interview met het politieke nieuwsblad Politico Europe omschreef een van de hoofdauditeurs van de Rekenkamer de weigering van de Commissie om informatie uit de informele en rechtstreekse contacten vrij te geven als "hoogst ongewoon" aangezien het ging om kernaspecten die essentieel zijn voor het contract.
In een zitting van een speciale commissie van het Europees Parlement over COVID-19 op 10 oktober 2022 ontkende toponderhandelaar Janine Small van Pfizer "categorisch" dat de CEO van Pfizer (Albert Bourla) via sms onderhandelde met de Europese Commissie. Wegens de extreem grote publieke belangstelling startte het Europees Openbaar Ministerie toch een fraudeonderzoek naar de aankoop van coronavaccins door de Europese Unie.
De New York Times diende op 25 januari 2023 bij het Hof van Justitie van de Europese Unie een verzoekschrift tot inleiding van de procedure in betreffende het falen van de Europese Commissie om inzage te geven in de tekstberichten van Von der Leyen en de CEO van Pfizer.
In april 2023 legde de Belgische lobbyist Frédéric Baldan bij de rechtbank van Luik een strafklacht neer tegen Ursula von der Leyen, wegens “usurpatie van functies en titels, vernietiging van openbare documenten en belangenvermenging en corruptie”.

## Publicaties
- Ursula von der Leyen: C-reaktives Protein als diagnostischer Parameter zur Erfassung eines Amnioninfektionssyndroms bei vorzeitigem Blasensprung und therapeutischem Entspannungsbad in der Geburtsvorbereitung, Medizinische Hochschule Hannover 1990
- Ursula von der Leyen, Maria von Welser: Wir müssen unser Land für die Frauen verändern. C. Bertelsmann, München, maart 2007. ISBN 978-3-570-00959-8
- Ursula von der Leyen, Liz Mohn: Familie gewinnt. Bertelsmann-Stiftung, april 2007. ISBN 978-3-89204-927-2

Josep Borrell · 
Thierry Breton (tot 16 september 2024) · 
Helena Dalli · 
Valdis Dombrovskis · 
Elisa Ferreira · 
Marija Gabriel (tot 15 mei 2023) · 
Paolo Gentiloni ·  
Johannes Hahn · 
Iliana Ivanova (vanaf 19 september 2023) · 
Ylva Johansson · 
Věra Jourová · 
Wopke Hoekstra (vanaf 5 oktober 2023) · 
Phil Hogan (tot 26 augustus 2020) · 
Stella Kyriakidou · 
Janez Lenarčič · 
Ursula von der Leyen · 
Mairead McGuinness (vanaf 12 oktober 2020) · 
Didier Reynders · 
Margarítis Schinás · 
Nicolas Schmit · 
Maroš Šefčovič · 
Kadri Simson · 
Virginijus Sinkevičius · 
Dubravka Šuica · 
Frans Timmermans (tot 22 augustus 2023) ·   
Jutta Urpilainen · 
Adina-Ioana Vălean · 
Olivér Várhelyi · 
Margrethe Vestager · 
Janusz Wojciechowski
- Bibsys: 10032402
- Catàleg d'autoritats de noms i títols de Catalunya: 981058611556106706
- Gemeinsame Normdatei: 130338303
- International Standard Name Identifier: 0000 0000 7875 4102
- Library of Congress Control Number: no2007068708
- Nationale Bibliotheek van Letland: 000280429
- Nationale Bibliotheek van Tsjechië: xx0060968
- Nationale Bibliotheek van Polen: a0000002896884
- Système universitaire de documentation: 189877499
- Virtual International Authority File: 85694073
- WorldCat: E39PBJgRMGcdG6xhCjykvYj6Kd